# Michael J. Pollard
Michael J. Pollard, nato Michael John Pollack, Jr. (Passaic, 30 maggio 1939 – Los Angeles, 21 novembre 2019), è stato un attore statunitense.

## Biografia
Figlio di un barista di origine polacca, Michael J. Pollack ne ereditò il nome. Studiò recitazione all'Actors Studio e fece il suo esordio a Broadway nel 1958 nella pièce Comes the Day, al fianco di George C. Scott. La sua successiva apparizione sul palcoscenico fu l'anno seguente in A Loss of Roses, dove recitò accanto a Betty Field e Warren Beatty.
Dopo essere apparso in alcuni film negli anni sessanta, come Le avventure di un giovane (1962) di Martin Ritt e I selvaggi (1966) di Roger Corman, Pollard ebbe la grande occasione quando gli fu affidato il ruolo di Clarence W. Moss, il meccanico un po' idiota ma di buona indole che diventa complice dei rapinatori Clyde Barrow e Bonnie Parker (Warren Beatty e Faye Dunaway) in Gangster Story (1967) di Arthur Penn. Per la sua interpretazione, Pollard fu candidato al premio Oscar al miglior attore non protagonista, vincendo anche un BAFTA come Miglior esordiente.
Ottenne alcuni altri ruoli di rilievo, come quello del prigioniero di guerra che guida un gruppo di evasi attraverso le montagne austriache in La straordinaria fuga dal campo 7a (1969), e quello di Little Fauss, un ragazzo di campagna ed esperto meccanico, che viene sfruttato da un corridore sbruffone (Robert Redford) in Lo spavaldo (1970), per poi passare al ruolo di uno sceriffo nello spaghetti western Le pistolere (1971). Interpretò Billy the Kid, facendone un ritratto di psicopatico ma scervellato in Dirty Little Billy (1972).
Muore a Los Angeles il 21 novembre 2019 all'età di 80 anni a causa di un arresto cardiaco.

## Omaggi
L'attore Michael J. Fox ha adottato la J. del suo nome in omaggio a Pollard.

## Filmografia parziale

### Cinema
- Le avventure di un giovane (Hemingway's Adventures of a Young Man), regia di Martin Ritt (1962)
- Donna d'estate (The Stripper), regia 	di Franklin J. Schaffner (1963)
- Magia d'estate (Summer Magic), regia di James Neilson (1963)
- Arrivano i russi, arrivano i russi (The Russians Are Coming, the Russians Are Coming), regia di Norman Jewison (1966)
- I selvaggi (The Wild Angels), regia di Roger Corman (1966)
- Caprice - La cenere che scotta (Caprice), regia di Frank Tashlin (1967)
- Gangster Story (Bonnie and Clyde), regia di Arthur Penn (1967)
- Il mosaico del crimine (Jigsaw), regia di James Goldstone (1968)
- La straordinaria fuga dal campo 7a (Hannibal Brooks), regia di Michael Winner (1969)
- Lo spavaldo (Little Fauss and Big Halsy), regia di Sidney J. Furie (1970)
- Le pistolere (Les pétroleuses), regia di Christian-Jaque (1971)
- Dirty Little Billy, regia di Stan Dragoti (1972)
- La giustizia privata di un cittadino onesto (Vengeance Is Mine), regia di John Trent (1974)
- I quattro dell'apocalisse, regia di Lucio Fulci (1975)
- Between the Lines, regia di Joan Micklin Silver (1977)
- Una volta ho incontrato un miliardario (Melvin and Howard), regia di Jonathan Demme (1980)
- I folli dell'etere (Riders of the Storm), regia di Maurice Phillips (1986)
- Roxanne, regia di Fred Schepisi (1987)
- American Gothic, regia di John Hough (1988)
- S.O.S. fantasmi (Scrooged), regia di Richard Donner (1988)
- Testimone poco attendibile (Night Visitor), regia di Rupert Hitzig (1989)
- Tango & Cash, regia di Andrej Končalovskij (1989)
- Sleepaway Camp III: Teenage Wasteland, regia di Michael A. Simpson (1989)
- Vendetta trasversale (Next of Kin), regia di John Irvin (1989)
- Perché proprio a me? (Why Me?), regia di Gene Quintano (1989)
- Una carriera per due (Working Trash), regia di Alan Metter (1990)
- Arma non convenzionale (Dark Angel), regia di Craig R. Baxley (1990)
- Dick Tracy, regia di Warren Beatty	(1990)
- The Arrival, regia di David Schmoeller (1991)
- Motorama, regia di Barry Shils (1991)
- Detective Stone (Split Second), regia di Ian Sharp, Tony Maylam (1991)
- Fast Food, regia di Michael A. Simpson (1991)
- Il valzer del pesce freccia (Arizona Dream), regia di Emir Kusturica (1992)
- Skeeter, regia di Clark Brandon (1993)
- Il tempo dei cani pazzi (Mad Dog Time), regia di Larry Bishop (1996)
- In cerca d'amore (Tumbleweeds), regia di Gavin O'Connor (1999)
- Vite nascoste (Forever Lulu), regia di John Kaye (2000)
- Backflash, regia di Philip J. Jones – direct-to-video (2002)
- La casa dei 1000 corpi (House of 1000 Corpses), regia di Rob Zombie (2003)

### Televisione
- Alfred Hitchcock presenta (Alfred Hitchcock Presents) – serie TV, episodi 5x03-5x06 (1959)
- Going My Way – serie TV, episodio 1x14 (1963)
- The Nurses – serie TV, episodio 1x17 (1963)
- Mr. Novak – serie TV, episodio 2x25 (1965)
- Honey West – serie TV, episodio 1x07 (1965)
- Star Trek – serie TV, episodio 1x08 (1966)
- Il virginiano (The Virginian) – serie TV, episodio 4x26 (1966)
- Le spie (I Spy) – serie TV, episodio 2x06 (1966)
- Agenzia U.N.C.L.E. (The Girl from U.N.C.L.E.) – serie TV, episodio 1x27 (1967)
- Cimarron Strip – serie TV, episodio 1x06 (1967)
- The Danny Thomas Hour – serie TV, episodio 1x03 (1967)
- Leo & Liz in Beverly Hills – serie TV, 6 episodi (1986)
- Superboy – serie TV, episodi 1x16-2x08 (1989)
- Toxic Crusaders – serie TV, 13 episodi (1991)
- L'Odissea (The Odyssey) – miniserie TV, regia di Andrej Končalovskij (1997)
- Becker – serie TV, episodio 2x12 (1999)

## Doppiatori italiani
Nelle versioni in italiano delle opere in cui ha recitato, Michael J. Pollard è stato doppiato da:
- Vittorio Stagni in Gangster Story, La giustizia privata di un cittadino onesto, Una volta ho incontrato un miliardario, Tango & Cash, In cerca d'amore
- Vittorio Amandola in Detective Stone, Il tempo dei cani pazzi
- Angelo Nicotra in Arrivano i russi, arrivano i russi
- Gianni Giuliano in Lo spavaldo
- Oreste Lionello in Le pistolere
- Carlo Valli in I quattro dell'apocalisse
- Francesco Vairano in Roxanne
- Mario Mastria in S.O.S. fantasmi
- Enzo Garinei in Vendetta trasversale
- Nino Scardina in Superboy
- Manlio Guardabassi in Arma non convenzionale
- Elio Pandolfi in L'Odissea
- Goffredo Matassi in Vite nascoste

## Riconoscimenti
Premi Oscar 1968 - Candidatura all'Oscar al miglior attore non protagonista per Gangster Story